# Kanton Bernay-Ouest
Bernay-Ouest is een voormalig kanton van het Franse departement Eure. Het kanton maakte deel uit van het arrondissement Bernay. Op 22 maart 2015 werden de kantons van Bernay opgeheven en werden de gemeenten opgenomen in het op die dag nieuwgevormde kanton Bernay.

## Gemeenten
Het kanton Bernay-Ouest omvatte de volgende gemeenten:
- Bernay (deels, hoofdplaats)
- Caorches-Saint-Nicolas
- Courbépine
- Malouy
- Plainville
- Plasnes
- Saint-Martin-du-Tilleul
- Saint-Victor-de-Chrétienville
- Valailles